# Proefkonijnen
Proefkonijnen is een Nederlands populairwetenschappelijk televisieprogramma van BNNVARA dat wordt uitgezonden op NPO 3. In het programma zoekt het presentatieduo antwoorden op door kijkers gestelde, vaak ietwat ongewone vragen. Het is sinds 2024 een jeugdprogramma, maar had van 2011 tot 2020 jongeren als doelgroep, en begon bij jongerenomroep BNN.
Veel experimenten werden na afloop toegelicht door een panel van 'wijze mannen'. In de eerste zes seizoenen waren de vaste panelleden Lieven Scheire en Bas Haring.

## Presentatie
2011–2015:
- Valerio Zeno
- Dennis Storm

2016–2017:
- Jan Versteegh
- Geraldine Kemper

2020 (1 aflevering):
- Jurre Geluk
- Kaj van der Ree

2024-heden
- Jurre Geluk
- Sahil Amar Aïssa

De NPO stopte in 2020 na een aflevering met Proefkonijnen vanwege ophef over presentator Kaj van der Ree die werd beschuldigd van seksueel overschrijdend gedrag.
Op 13 januari 2024 keerde het programma terug, dit keer als jeugdprogramma. Jurre Geluk keert hierbij terug als presentator, maar Kaj van der Ree zal worden vervangen door Sahil Amar Aïssa. Hierbij werd bovendien een experiment dat in 2020 de uitzending niet haalde vanwege de beschuldigingen van Kaj van der Ree alsnog uitgezonden. Het betrof een experiment, in 2019 opgenomen in Toverland waarbij Jurre en Kaj testten of men beter met een volle dan met een lege maag in een attractie kan gaan. Dit experiment werd in de zomer van 2023 opnieuw gedaan door Jurre en Sahil en deze nieuwe opnamen werden op 20 januari 2024 uitgezonden als alternatief voor de geschrapte opnames met Kaj van der Ree.

## Voorbeelden van onderwerpen
De twee proefkonijnen hebben onder andere hun hersenen buiten werking laten zetten, zijn geblinddoekt auto gaan rijden en hebben elkaars vlees gegeten. Het fragment waarbij bij Dennis en Valerio met een speciaal apparaat weeën werden opgewekt ging de hele wereld over.

## Vaste rubrieken
- Bezopen vraag
- Rij je rot
- Ren je rot
- Survival at home
- Experimental area
- Morumotto no gajetto (Japanse gadgets)
- De verklaring van Haring
- Doe dit vooral wel thuis[6]
- Meten is weten
- Naar de overkant
- De gebruiksaanwijzing